# Melita intermedia
Melita intermedia is een vlokreeftensoort uit de familie van de Melitidae. De wetenschappelijke naam van de soort is voor het eerst geldig gepubliceerd in 1979 door Sheridan.